# لي نيلون
لي نيلون (بالإنجليزية: Lee Nailon)‏ مواليد 22 فبراير 1975 في ساوث بند، هو لاعب كرة سلة أمريكي بدأ مسيرته الاحترافية في سنة 1999 حيث تم اختياره من قبل فريق شارلوت هورنتس خلال الدرافت. يبلغ طوله 6 قدم 9 بوصة (2.1 م).

## فرق لعب لها
- أولمبيا ميلانو
- شارلوت هورنتس
- نيويورك نيكس
- أتلانتا هوكس
- أورلاندو ماجيك
- كليفلاند كافالييرز
- نيو أورلينز بيليكانز
- فيلادلفيا سفنتي سيكسرز

## إحصائيات المسيرة

### الموسم الاعتيادي
| السنة   | الفريق                 | لعب | بدأ | دقيقة | ميداني% | ثلاثية | حرة  | ارتداد | صنع | استلاب | تصدي | نقطة |
| ------- | ---------------------- | --- | --- | ----- | ------- | ------ | ---- | ------ | --- | ------ | ---- | ---- |
| 2000-01 | شارلوت هورنتس          | 42  | 0   | 11.2  | .485    | .000   | .744 | 2.2    | .6  | .21    | .12  | 3.9  |
| 2001-02 | شارلوت هورنتس          | 79  | 41  | 24.2  | .483    | .500   | .747 | 3.7    | 1.2 | .75    | .22  | 10.8 |
| 2002-03 | نيويورك نيكس           | 38  | 0   | 10.7  | .442    | .000   | .824 | 1.8    | .7  | .16    | .08  | 5.5  |
| 2003-04 | أتلانتا هوكس           | 27  | 0   | 11.1  | .457    | .000   | .842 | 2.3    | .6  | .37    | .26  | 5.3  |
| 2003-04 | أورلاندو ماجيك         | 8   | 0   | 10.4  | .407    | .000   | .778 | 1.8    | .5  | .13    | .00  | 3.6  |
| 2003-04 | كليفلاند كافالييرز     | 22  | 4   | 18.0  | .451    | .000   | .800 | 3.0    | .8  | .18    | .05  | 7.7  |
| 2004-05 | نيو أورلينز بيليكانز   | 68  | 51  | 29.7  | .478    | .000   | .806 | 4.4    | 1.6 | .53    | .24  | 14.2 |
| 2005-06 | فيلادلفيا سفنتي سيكسرز | 22  | 0   | 10.8  | .500    | .000   | .867 | 1.9    | .3  | .36    | .18  | 4.2  |
| المسيرة |                        | 306 | 96  | 19.0  | .474    | .111   | .786 | 3.1    | 1.0 | .43    | .10  | 8.6  |

## روابط خارجية
- لي نيلون على موقع إن بي أي (الإنجليزية)
- لي نيلون على موقع سبورتس رفرنس (الإنجليزية)
- لي نيلون على موقع كرة السلة الأوروبية.كوم (الإنجليزية)
- لي نيلون على موقع كلية كرة السلة في سبورتس رفرنس.كوم (الإنجليزية)
- لي نيلون على موقع ريلجم (الإنجليزية)
- لي نيلون على موقع بروبوليرز (الإنجليزية)
- لي نيلون على موقع سبورتس رفرنس (الإنجليزية)